# Ліщинівка (Уманський район)
Ліщи́нівка — село в Україні, в Христинівській міській громаді Уманського району Черкаської області. Розташоване за 15 км на північний схід від міста Христинівка. На південно-східній околиці села розташований зупинний пункт Злагода. Населення становить 701 особу (станом на 1 січня 2021 р.).

## Населення
За даними перепису 2001 року в селі мешкали 843 особи.

### Мовний склад
Рідна мова населення за даними перепису 2001 року:
| Мова       | Чисельність, осіб | Доля     |
| ---------- | ----------------- | -------- |
| Українська | 817               | 96,92 %  |
| Російська  | 14                | 1,66 %   |
| Інше       | 12                | 1,42 %   |
| Разом      | 843               | 100,00 % |

## Історія
Під час Голодомору 1932—1933 років, тільки за офіційними даними, від голоду померло 93 мешканця села.
В Ліщинівці часто бував Северин Гощинський.

## Відомі люди
- Білик Яків Васильович — радянський український біохімік, доктор біологічних наук, професор АН УРСР.

## Галерея

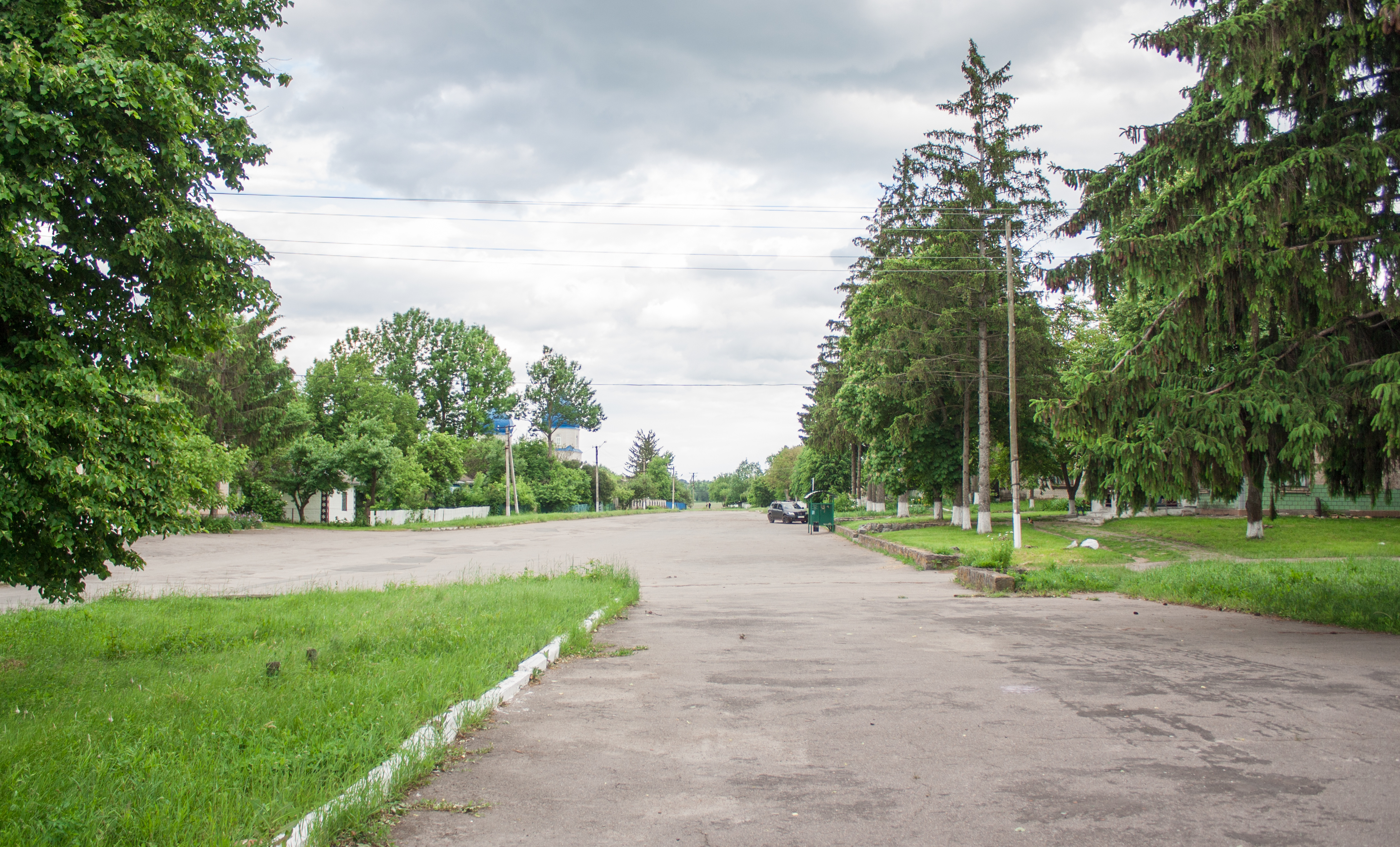
Вулиця Центральна
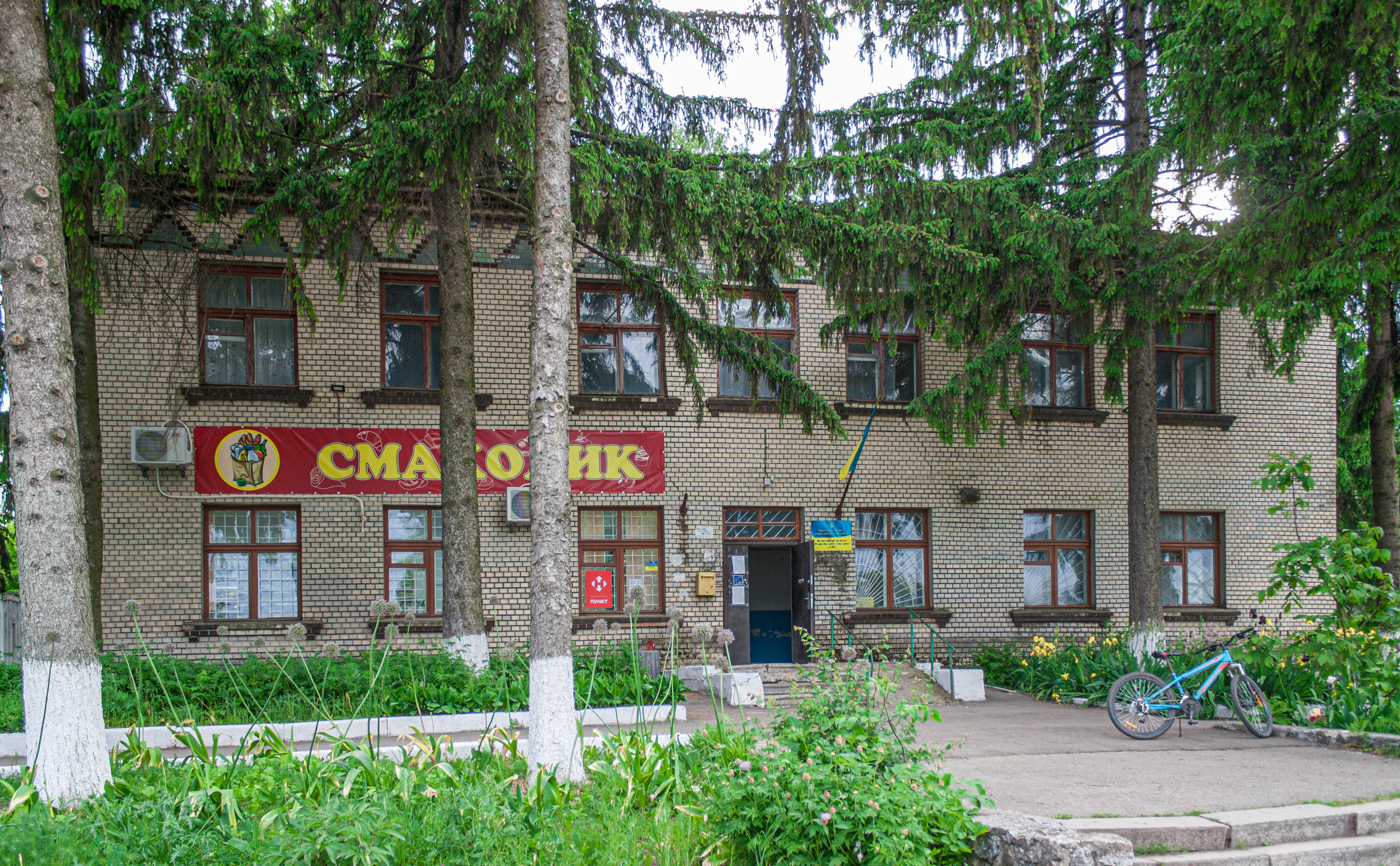
Сільська рада і магазин
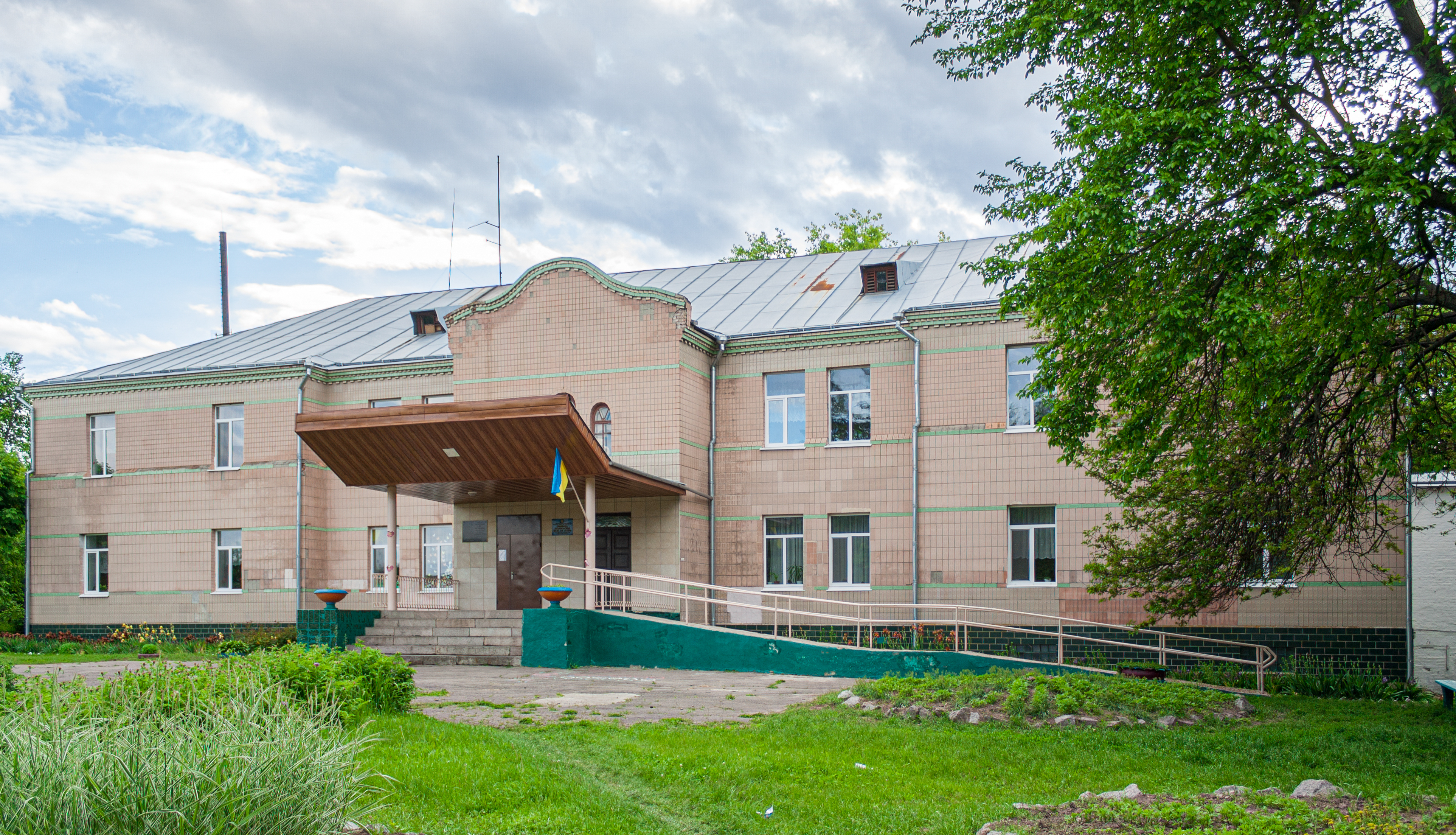
Школа (колишній садибний будинок 1902 р.)
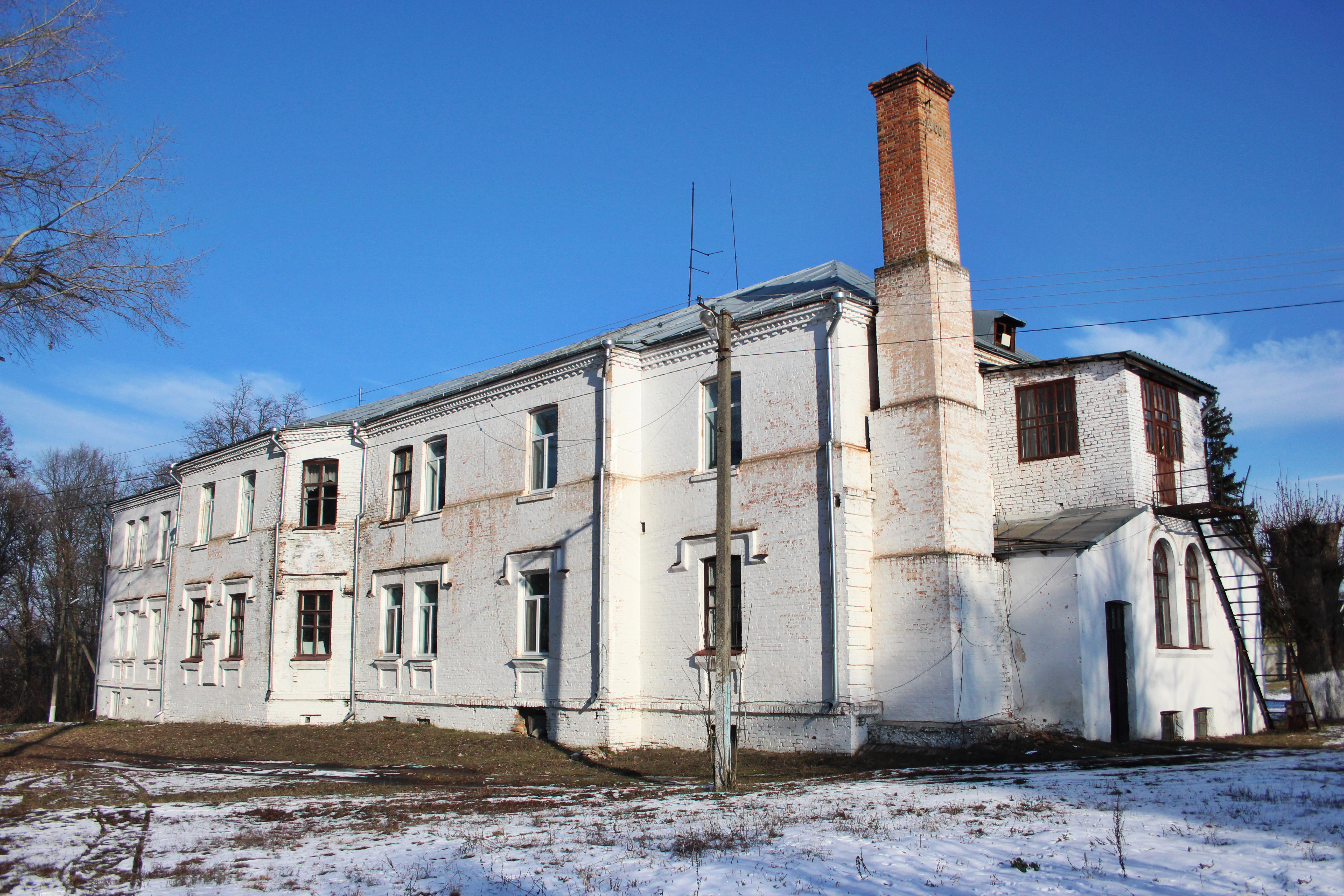
Школа (колишній садибний будинок 1902 р.)
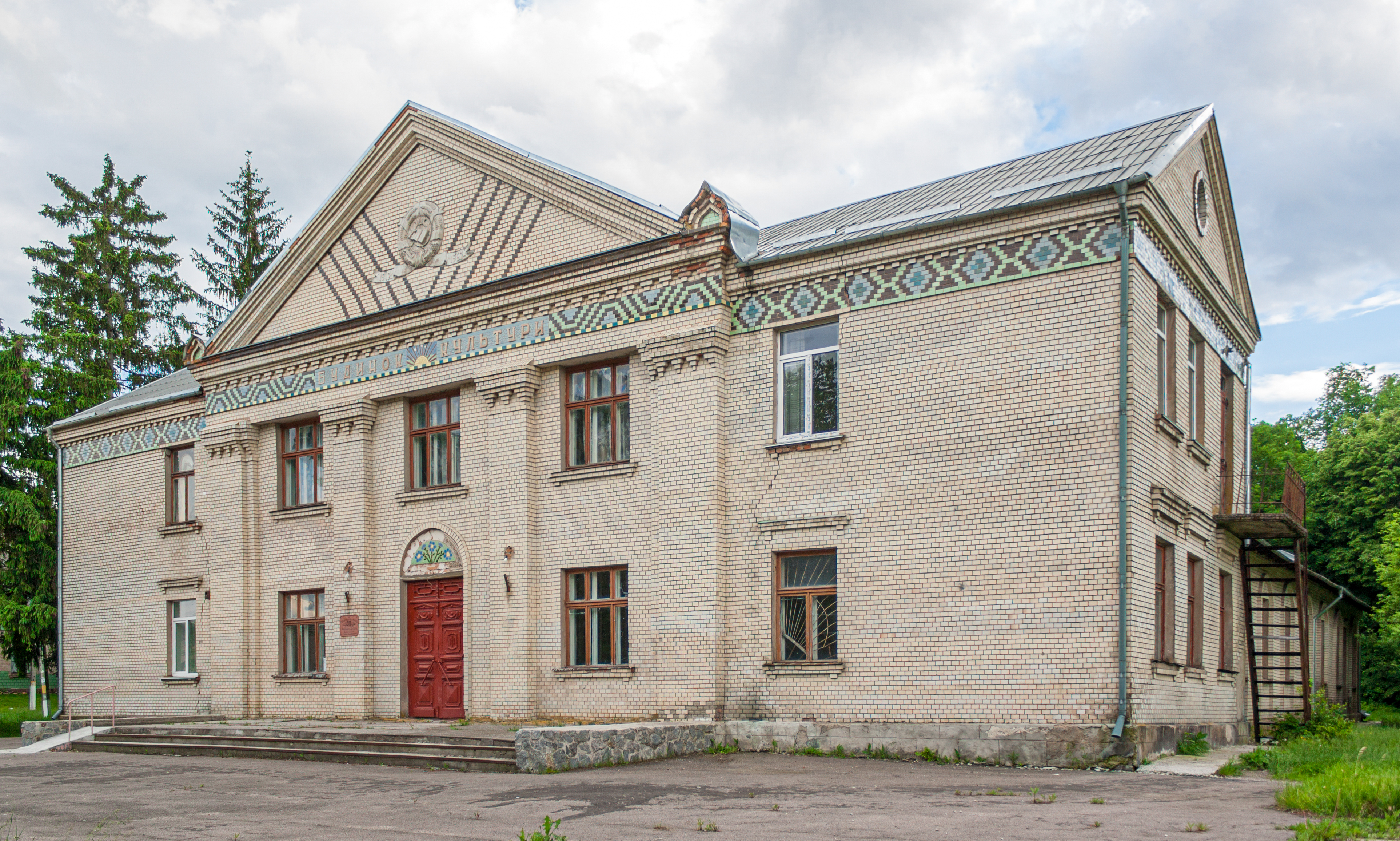
Будинок культури
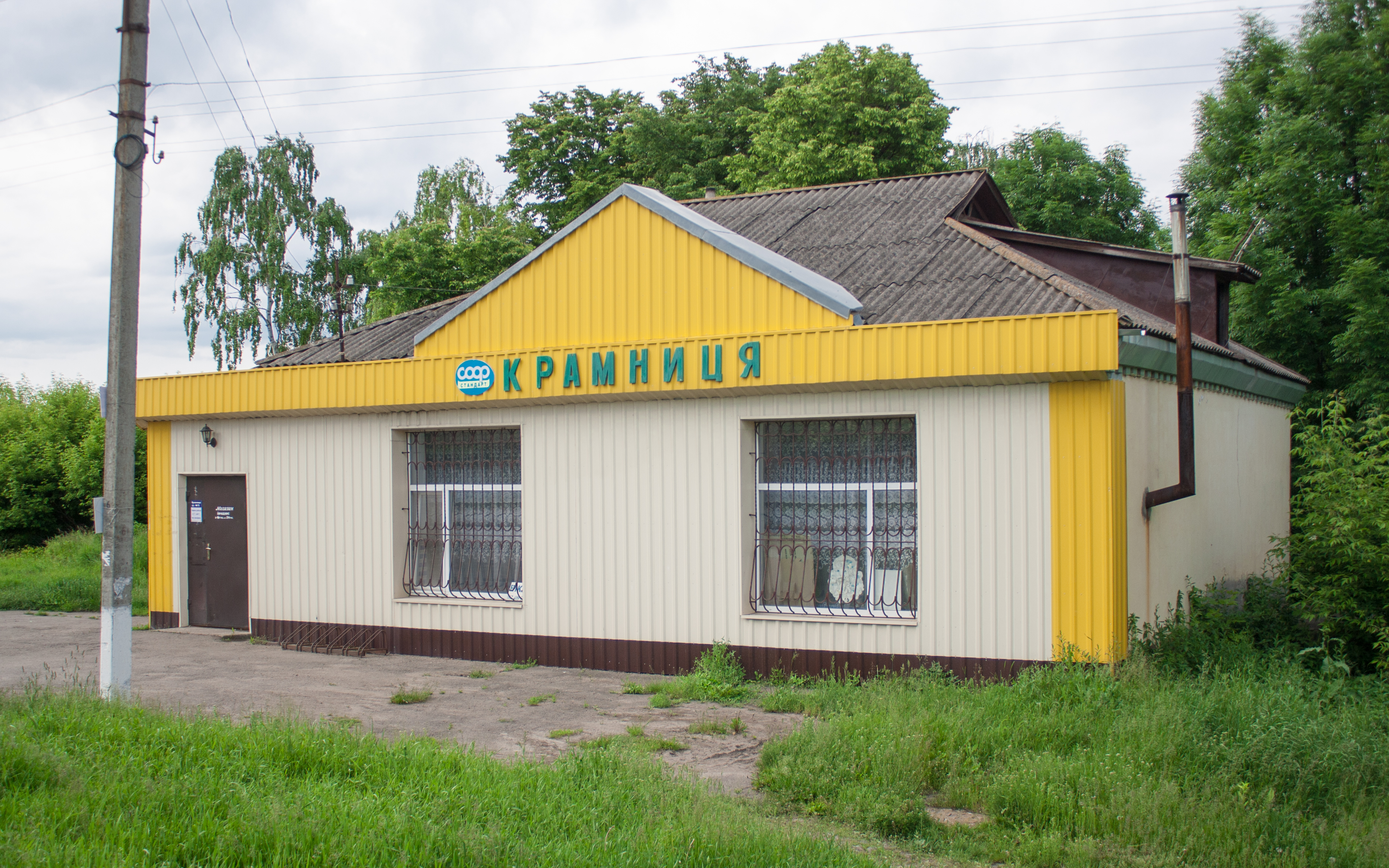
Магазин
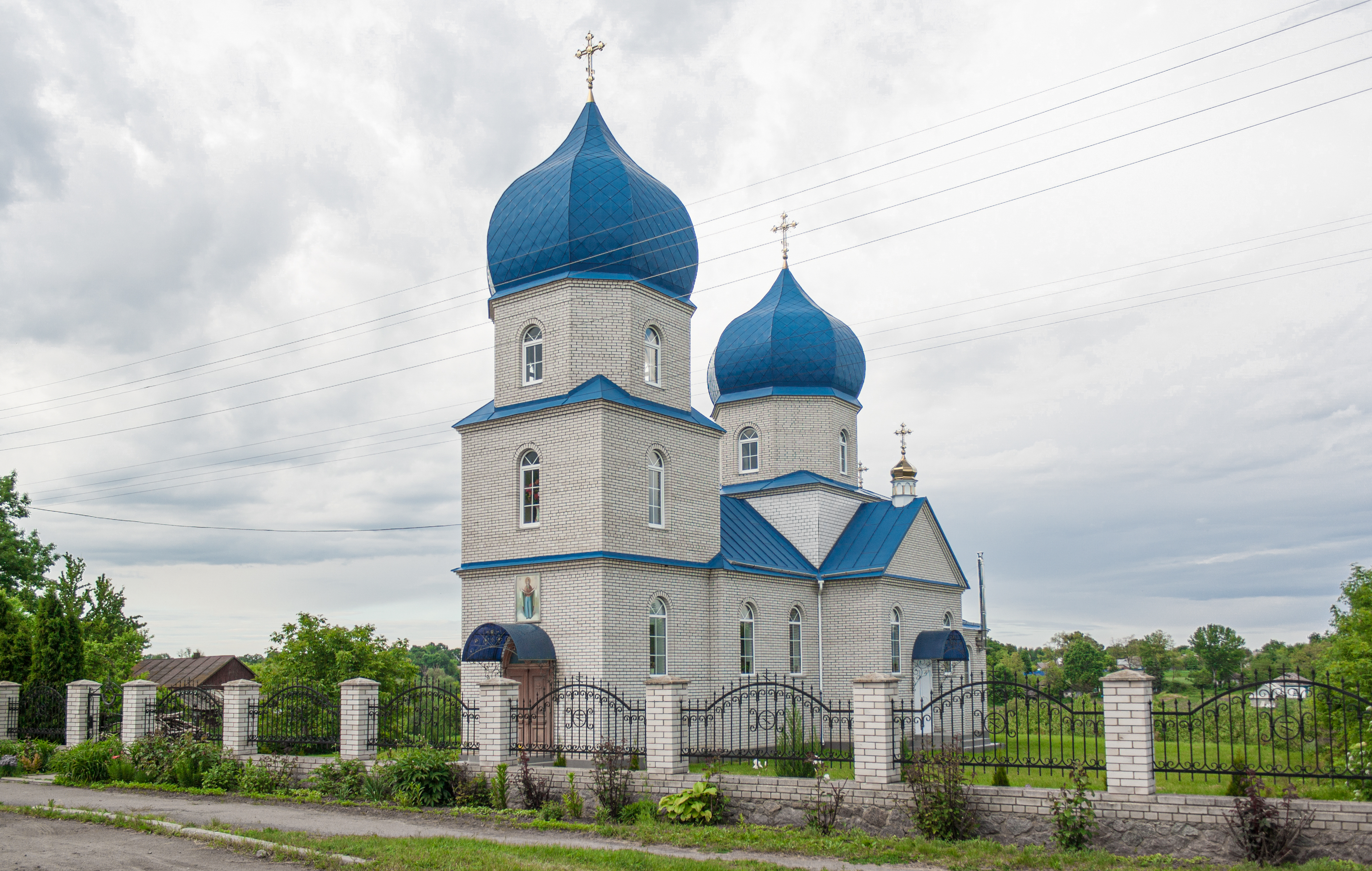
Церква
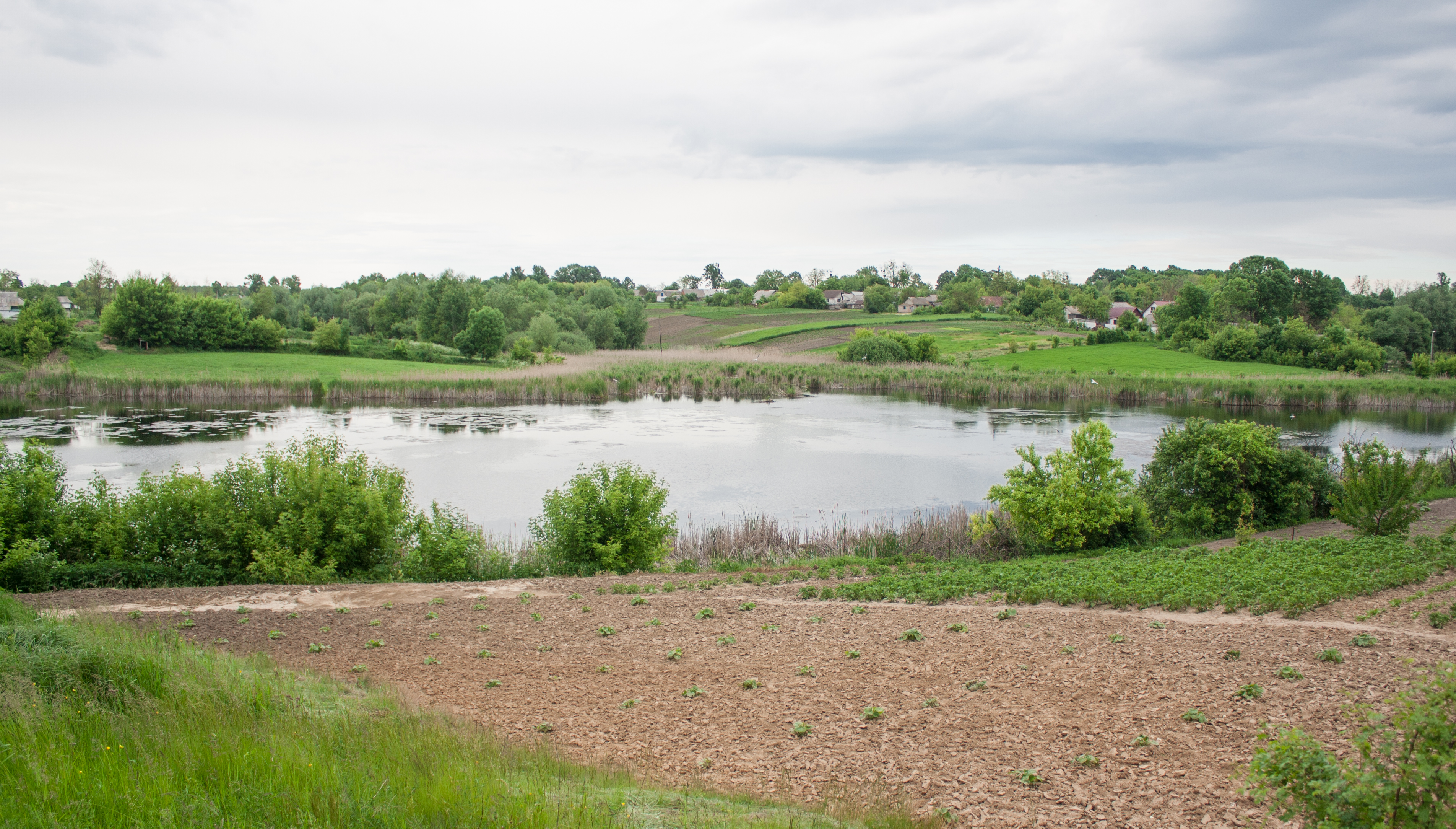
Ставок
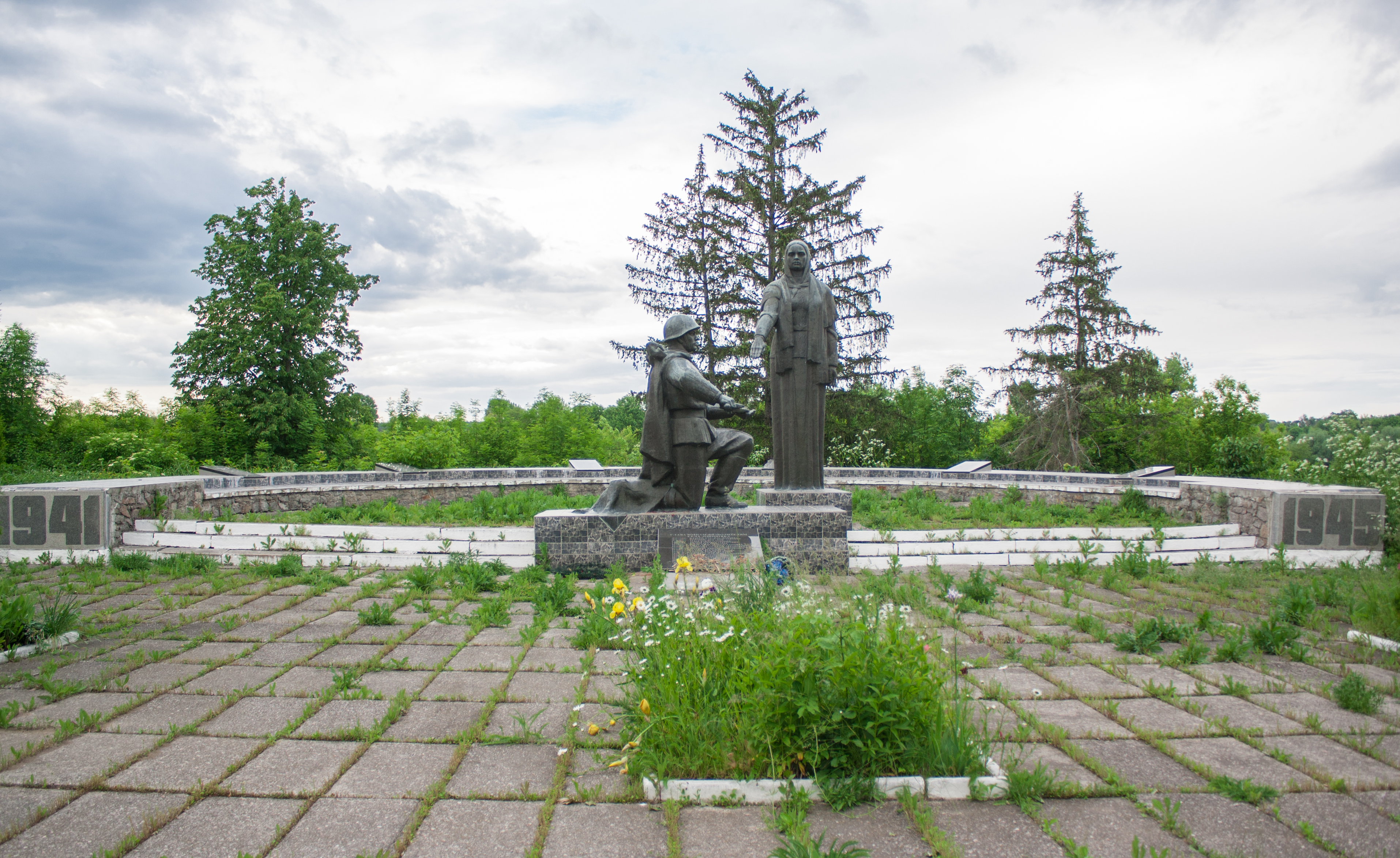
Меморіальний комплекс